# Hof van Justitie (Europese Unie)
Het Hof van Justitie is een orgaan van de Europese Unie, opgericht om de eerbiediging van het recht en eenheid bij de uitlegging bij de toepassing van de Europese verdragen te verzekeren. Het is de hoogste rechterlijke instelling van de Europese Unie en maakt samen met het Gerecht deel uit van het Hof van Justitie van de Europese Unie (HvJ-EU). Ter onderscheiding van het nationale Hof van Justitie in de afzonderlijke EU-landen, wordt het Hof aangeduid als Europese Hof van Justitie (EHJ), in het Engels "European Court of Justice". Het zijn allemaal meertalige instellingen.
Taak van het Hof is te voorkomen dat er verschillen tussen lidstaten ontstaan in uitleg en toepassing van het Gemeenschapsrecht. Oordelen van het Hof moeten door alle lidstaten en hun rechterlijke instanties worden gevolgd. Het Hof draagt er dus aan bij dat het recht in de Europese Unie voor iedereen hetzelfde wordt toegepast, zoveel mogelijk onder alle omstandigheden.

## Zetel en samenstelling

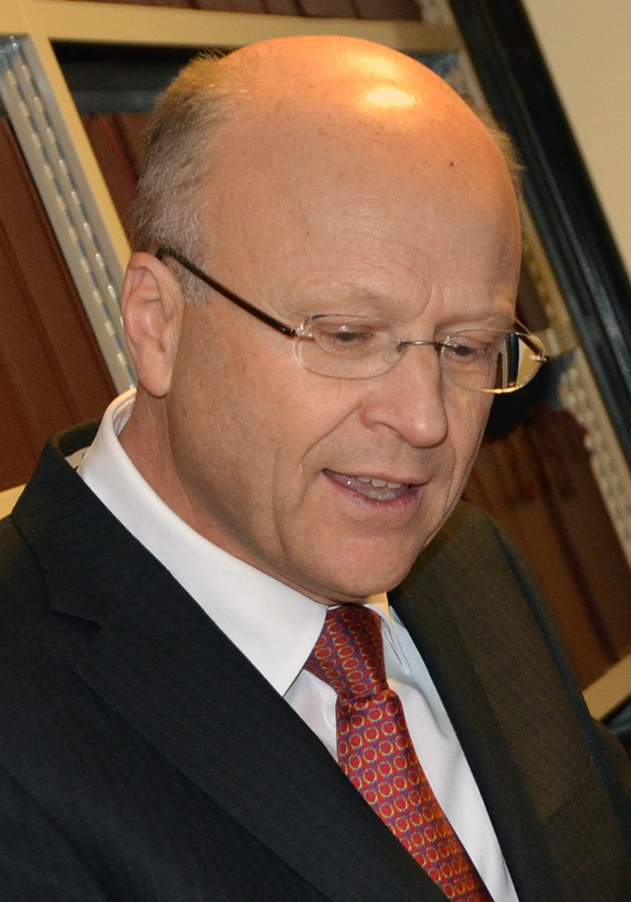
Koen Lenaerts, de huidige voorzitter van het Hof van Justitie

Het Hof van Justitie zetelt in de stad Luxemburg. Het bestaat uit 27 rechters, één rechter per lidstaat. Het Hof wordt bijgestaan door elf advocaten-generaal, die in het openbaar in volkomen onpartijdigheid gefundeerde conclusies presenteren over zaken die aan het Hof zijn voorgelegd. Het Hof houdt zitting in kamers van drie, vijf of vijftien (grote kamer) rechters. Heel uitzonderlijk zal er een voltallige zitting gehouden worden.
Overeenkomstig artikel 253 VWEU worden de rechters en advocaten-generaal in onderlinge overeenstemming benoemd door de regeringen van de lidstaten voor een ambtsperiode van zes jaar. Zij zijn herbenoembaar, waarbij om de drie jaar een gedeeltelijke vervanging plaatsvindt. Het betreft hoge magistraten of gerenommeerde rechtsgeleerden die in theorie alle waarborgen van onafhankelijkheid bieden.
Uit de leden van het Hof en het Gerecht wordt een president gekozen voor de duur van drie jaar. Per oktober 2015 is de president Koen Lenaerts.

### Voorzitters
| Nr.                                                                                | Periode      | Voorzitter                    |
| ---------------------------------------------------------------------------------- | ------------ | ----------------------------- |
| 1                                                                                  | 1952 – 1958  | Massimo Pilotti               |
| 2                                                                                  | 1958 – 1964  | Andreas Matthias Donner       |
| 3                                                                                  | 1964 – 1967  | Charles Léon Hammes           |
| 4                                                                                  | 1967 – 1976  | Robert Lecourt                |
| 5                                                                                  | 1976 – 1980  | Hans Kutscher                 |
| 6                                                                                  | 1980 – 1984  | Josse Mertens de Wilmars      |
| 7                                                                                  | 1984 – 1988  | John Mackenzie-Stuart         |
| 8                                                                                  | 1988 – 1994  | Ole Due                       |
| 9                                                                                  | 1994 – 2003  | Gil Carlos Rodríguez Iglesias |
| 10                                                                                 | 2003 – 2015  | Vassilios Skouris             |
| 11                                                                                 | 2015 – heden | Koen Lenaerts                 |
| bron: The Presidents of the Court of Justice. CVCE. Geraadpleegd op 19 april 2013. |              |                               |

| Nr. | Periode    | Vicevoorzitter            |
| --- | ---------- | ------------------------- |
| 1   | 2012–2015  | Koen Lenaerts             |
| 2   | 2015–2018  | Antonio Tizzano           |
| 3   | 2018–2021  | Rosario Silva de Lapuerta |
| 4   | 2021–2024  | Lars Bay Larsen           |
| 5   | 2024–heden | Thomas von Danwitz        |

## Taken
Om de eerbiediging van het recht te verzekeren bij de uitlegging en toepassing van de verdragen, beschikt het Hof overeenkomstig artikel 19 VEU over uitgebreide juridische bevoegdheden die worden toegepast in het kader van de verschillende soorten geschillen waarin het een uitspraak moet doen. Het gaat met name om de volgende soorten beroep:
- direct beroep wegens niet-nakoming;
- direct beroep tot nietigverklaring;
- direct beroep wegens nalatigheid.

Daarnaast bestaat er de prejudiciële procedure. Deze procedure is indirect en behandelt niet het feitelijke geschil.
Het Hof is, net ls de andere rechtbanken van de EU, een meertalige instelling. Alle officiële talen van de EU kunnen worden gebruikt als proceduretaal in een rechtszaak. De rechtbanken van de EU worden geacht het beginsel van meertaligheid na te leven, omdat het noodzakelijk is om met partijen te communiceren in hun landstaal en om ervoor te zorgen dat hun rechtspraak in de lidstaten wordt verspreid.

### Het beroep wegens niet-nakoming
Hiermee kan het Hof toetsen of lidstaten de verplichtingen nakomen die hun door het Gemeenschapsrecht zijn opgelegd. Deze procedure kan worden ingeleid door de Europese Commissie op grond van artikel 258 VWEU. Als de overtreding is geconstateerd, is de lidstaat verplicht om hieraan onmiddellijk een einde te maken. Indien de lidstaat dit nalaat, kan de Europese Commissie nakoming vorderen bij het Hof. Deze procedure staat ook bekend als de inbreukprocedure.

### Het beroep tot nietigverklaring
Overeenkomstig artikel 263 VWEU kunnen de lidstaten, de Raad, de Europese Commissie en onder bepaalde voorwaarden het Europees Parlement een beroep tot nietigverklaring instellen tegen een Verordening (EG), een Richtlijn of een Besluit wegens onbevoegdheid, schending van wezenlijke vormvoorschriften, schending van de Verdragen of van enige uitvoeringsregeling daarvan, dan wel wegens misbruik van bevoegdheid. Particulieren (natuurlijke of rechtspersonen) kunnen dergelijk beroep niet instellen, behalve wanneer het handelingen betreft die tot hen gericht zijn of dien hen rechtstreeks en individueel raken, of indien het handelt om regelgevingshandelingen die hen rechtstreeks raken en die geen uitvoeringshandelingen met zich meebrengen. Particulieren dienen dit beroep echter in te stellen bij het Gerecht en niet bij het Hof van Justitie. Voor lidstaten is ofwel het Hof van Justitie, ofwel het Gerecht bevoegd, afhankelijk van de aard van de norm die wordt aangevochten.
Het beroep tot vernietiging moet worden ingesteld binnen de twee maanden (i) na de bekendmaking van de handeling, (ii) na de kennisgeving aan de verzoeker of (iii) na de dag waarop de verzoeker van de handeling kennis heeft gekregen.
Wanneer het Hof van Justitie overgaat tot vernietiging, wordt de Verordening, de Richtlijn of het Besluit met terugwerkende kracht vernietigd. Het Hof van Justitie kan echter beslissen dat bepaalde gevolgen van de Verordening gehandhaafd blijven. Het orgaan dat de vernietigde handeling heeft gesteld is verplicht de maatregelen te nemen die nodig zijn voor de uitvoering van het arrest van het Hof van Justitie.

### Het beroep wegens nalatigheid
Volgens artikel 265 VwEU kunnen de lidstaten en de overige instellingen van de Europese Unie zich wenden tot het Hof van Justitie indien het Europees Parlement, de Europese Raad, de Raad, de Europese Commissie of de Europese Centrale Bank nalaten een besluit te nemen. Dit beroep is echter slechts ontvankelijk indien de betrokken instelling, het betrokken orgaan of de betrokken instantie vooraf tot handelen is uitgenodigd. Ook particulieren (natuurlijke en rechtspersonen) kunnen onder dezelfde voorwaarden een dergelijk beroep instellen, tenzij de handeling een advies of aanbeveling betreft.

### De prejudiciële procedure
Om een effectieve realisatie van het Gemeenschapsrecht te garanderen en te voorkomen dat de nationale rechtbanken dit recht naar eigen inzicht uitleggen, is er door middel van de verdragen een procedure voor prejudiciële verwijzing in het leven geroepen waarmee de samenwerking tussen het Hof van Justitie en de nationale rechtbanken is geïnstitutionaliseerd, zonder dat er sprake is van een hiërarchische verhouding.
Dus bij zaken die onder het Gemeenschapsrecht vallen kunnen - en in sommige gevallen moeten - de nationale rechters zich met vragen tot het Hof wenden als er twijfel bestaat over de uitlegging of validiteit van dit recht. De meeste prejudiciële vragen worden op verzoek van een procespartij gesteld. De rechter kan ook ambtshalve vragen stellen.
Na de uitspraak van het Hof doet de nationale rechter uitspraak in het feitelijke geschil.
Met de prejudiciële procedure wordt duidelijk benadrukt dat ook de nationale rechtbanken hoeders van het Gemeenschapsrecht zijn. Daarom is het communautaire rechtsstelsel gebaseerd op een vruchtbare samenwerking tussen communautaire rechters en nationale rechters.
Niettemin waren de hoogste rechters van de lid-staten slechts laat bereid om prejudiciële vragen te stellen aan het Hof. Onder de grondwettelijke hoven was het Belgische Arbitragehof de eerste die een prejudiciële vraag stelde in 1997 (beantwoord in H.v.J., 16.07.1998, nr. C-93/97, Belgisch Verbond der Syndicale Artsenkamers vzw). De anderen volgden pas later met hun eerste prejudiciële vraag:
het Oostenrijks Grondwettelijk Hof in 1999 (H.v.J., 08.11.2001, nr. C-143/99, Adria-Wien Pipeline GmbH),
het Italiaanse Grondwettelijk Hof in 2008 (H.v.J., 17.11.2009, nr. C-169/08, Presidente del Consiglio dei Ministri v. Regione Sardegna),
het Spaanse Grondwettelijk Tribunaal in 2011 (H.v.J., 26.02.2013, nr. C-399/11, Melloni),
de Franse Grondwettelijke Raad in 2013 (H.v.J., 30.05.2013, nr. C-168/13 PPU, Jeremy),
het Duitse Grondwettelijk Hof in 2014 (H.v.J., 16.06.2015, nr. C-62/14, Gauweiler) en
het Pools Grondwettelijk Tribunaal in 2015 (H.v.J., 07.03.2017, nr. C-390/15, RPO).

## Organisatie van de werkzaamheden
Alle officiële talen van de EU kunnen worden gebruikt als proceduretaal in een rechtszaak. Binnenkomende zaken worden ter griffie geregistreerd en onder de rechters verdeeld. Elk dossier wordt gevolgd door een specifieke rechter en advocaat-generaal. Het Hof van Justitie wordt bijgestaan door advocaten-generaal, die in bepaalde zaken een onpartijdig advies geven alvorens de rechters over de kwestie besluiten.
Als een rechter is aangewezen als rechter-rapporteur, moet deze een rapport ter terechtzitting opstellen waarin een samenvatting wordt gegeven van het juridisch kader van de zaak en de opmerkingen van de partijen die tijdens de eerste, schriftelijke fase van de procedure aanwezig zijn. In het licht van de conclusies van de advocaat-generaal die voor de zaak is aangewezen, formuleert de rechter-rapporteur ook een voorlopig arrest dat ter beoordeling aan de overige leden van het Hof wordt voorgelegd.
Vervolgens doorloopt de procedure voor het Hof een schriftelijke en een mondelinge fase. Tijdens de schriftelijke procedure worden memories tussen de partijen uitgewisseld en het verslag door de rechter-rapporteur of overheid opgesteld. Gedurende de openbare hoorzitting worden de advocaten van de partijen verzocht om hun pleidooi voor de rechters en de advocaat-generaal te houden, die hun vragen kunnen stellen. Aangezien alle officiële talen van de EU kunnen worden gebruikt als proceduretaal in een rechtszaak, voorziet de Directie Tolken daarbij in tolken. Vervolgens zet de advocaat-generaal zijn conclusies uiteen, waarna de rechters beraadslagen en uitspraak doen.
In principe komt het Hof bijeen in plenaire zitting, maar kan Kamers oprichten die uit drie of vijf rechters van het Hof bestaan, afhankelijk van het belang of de complexiteit van de zaken. De arresten van het Hof worden bij meerderheid van stemmen genomen en tijdens een openbare hoorzitting wordt uitspraak gedaan. De arresten worden ondertekend door alle rechters die aan de beraadslaging hebben deelgenomen, ook als ze een afwijkende mening hebben.
Op administratief vlak werven de rechters hun medewerkers rechtstreeks aan om hun kabinetten te vormen. Deze bestaan uit drie referendarissen voor het Hof en twee referendarissen voor het Gerecht van eerste aanleg. De referendarissen ondersteunen de rechters bij het opstellen van de verslagen en voorlopige arresten.
De administratieve diensten van het Hof staan onder leiding van de griffier, die ook is belast met de procedurele follow-up van zaken.

## Jurisprudentie
Het Hof heeft er in de loop der jaren door haar oordelen aan bijgedragen dat burgers in veel lidstaten bij nationale wetgeving rechten kregen die hen krachtens het gemeenschapsrecht toestonden maar die nog niet waren geborgd in nationale wetgeving. Aktuele uitspraken en een register zijn te vinden op de website van het Hof. Met ingang van 2022 wordt jaarlijks een selectie gepubliceerd.

## Kritiek
Sommige lidstaten van de EG / EU hebben of kregen grote moeite met de supranationale rechtsmacht van het Hof. Voor het Verenigd Koninkrijk bijvoorbeeld waren de dwingende rechterlijke uitspraken uit Luxemburg mede aanleiding voor de Brexit. Het Bundesverfassungsgericht kwam in 2020 in aanvaring met Luxemburg over het Corona steunfonds, en het Poolse Constitutioneel Hof sprak op 14 juli 2021 uit, dat de Poolse grondwet boven de arresten van het Europees Hof gaan. Ook Hongarije heeft grote moeite met dit onderdeel van de Unie.